# Liste der Bodendenkmale im Landkreis Celle

Landkreis Celle in Niedersachsen

In der Liste der Bodendenkmale im Landkreis Celle sind die Bodendenkmale im Landkreis Celle aufgelistet. Die Quelle ist der Denkmalatlas Niedersachsen. Die Angaben in den einzelnen Listen ersetzen nicht die rechtsverbindliche Auskunft der zuständigen Denkmalschutzbehörde.

## Übersicht
| Bild | Gemeinde                 | Bodendenkmalliste                                         | Wappen | Lage | Ortsteile |
| ---- | ------------------------ | --------------------------------------------------------- | ------ | ---- | --- |
|      | Bergen (Landkreis Celle) | Liste der Bodendenkmale in Bergen (Celle)                 |        |      | - Becklingen - Belsen - Bergen - Bleckmar - Diesten - Dohnsen - Eversen - Hagen - Hassel - Hünenburg - Nindorf - Offen - Sülze - Wardböhmen - Widdernhausen |
|      | Celle                    | Liste der Bodendenkmale in Celle                          |        |      | - Altencelle - Celle - Garßen - Westercelle |
|      | Eschede                  | Liste der Bodendenkmale in Eschede                        |        |      | - Dalle - Endeholz - Eschede - Habighorst - Höfer - Marwede - Scharnhorst                                                                                   |
|      | Faßberg                  | Liste der Bodendenkmale in Faßberg                        |        |      | - Müden (Örtze) - Poitzen - Schmarbeck |
|      | Samtgemeinde Flotwedel   | siehe Ortsteile                                           |        |      | - Bröckel - Eicklingen - Langlingen - Wienhausen |
|      | Hambühren                | Liste der Bodendenkmale in Hambühren                      |        |      | - Hambühren |
|      | Samtgemeinde Lachendorf  | siehe Ortsteile                                           |        |      | - Ahnsbeck - Beedenbostel - Eldingen - Hohne - Lachendorf                                                                                                   |
|      | Lohheide                 | Liste der Bodendenkmale im gemeindefreien Gebiet Lohheide |        |      | |
|      | Südheide (Gemeinde)      | Liste der Bodendenkmale in Südheide (Gemeinde)            |        |      | - Baven - Beckedorf - Bonstorf - Hermannsburg - Lutterloh - Oldendorf - Unterlüß - Weesen                                                                   |
|      | Wietze                   | Liste der Bodendenkmale in Wietze                         |        |      | - Hornbostel - Jeversen - Wieckenberg |
|      | Samtgemeinde Wathlingen  | Es sind keine Bodendenkmale verzeichnet                   |        |      | |
|      | Winsen (Aller)           | Liste der Bodendenkmale in Winsen (Aller)                 |        |      | - Bannetze - Meißendorf - Stedden - Südwinsen - Thören - Walle - Winsen - Wolthausen                                                                        |

Ortsteile in schwarzer Schrift weisen keine Bodendenkmale aus.